# Emellan
Emellan är en svensk film från 2009 i regi av Tove Österlund.

## Handling
Maja (spelad av Malin Güettler och Harriet Andersson) har blivit kär i Charles, en afro-amerikansk jazzmusiker som är på turné i Stockholm. Charles har lovat att ta med Maja ut på dans, men tid passerar och Charles dyker aldrig upp. Maja som fortfarande är övertygad om att Charles ska dyka upp fortsätter att vänta med drömmar och hopp och om kärleken.

## Rollista
- Malin Güettler - Maja 20 år
- Harriet Andersson - Maja 80 år
- Saga Gärde - Brita 24 år
- Inga Landgré - Brita 84 år
- Helge Skoog - Stadsbudet
- Sammi Lundehed-Sandell - Charles